# Мамалыговская сельская община
Мамалыговская сельская община (укр. Мамалигівська сільська громада) — территориальная община в Днестровском районе Черновицкой области Украины.
Административный центр — село Мамалыга.
Население составляет 11960 человек. Площадь — 146,8 км².
В соответствии с распоряжением Кабинета Министров Украины от 12 июня 2020 года, в состав общины вошла территория Балковецкого, Драницкого, Мамалыговского, Несвоянского, Подворненского и Стальновского сельских советов упразднённого Новоселицкого района

## Населённые пункты
В состав общины входит 8 сёл:
- Мамалыга
  - Кошуляны
- Балковецкий старостинский округ:
  - Балковцы
- Драницкий старостинский округ:
  - Драница
  - Негринцы
- Несвоянский старостинский округ:
  - Несвоя
- Подворненский старостинский округ:
  - Подворное
- Стальновский старостинский округ:
  - Стальновцы